# Rally delle Isole Canarie
Il Rally delle Isole Canarie, chiamato in passato anche "Rally EL Corte Ingles", è un evento del campionato del mondo rally, che ha luogo nell'arcipelago da cui prende nome.

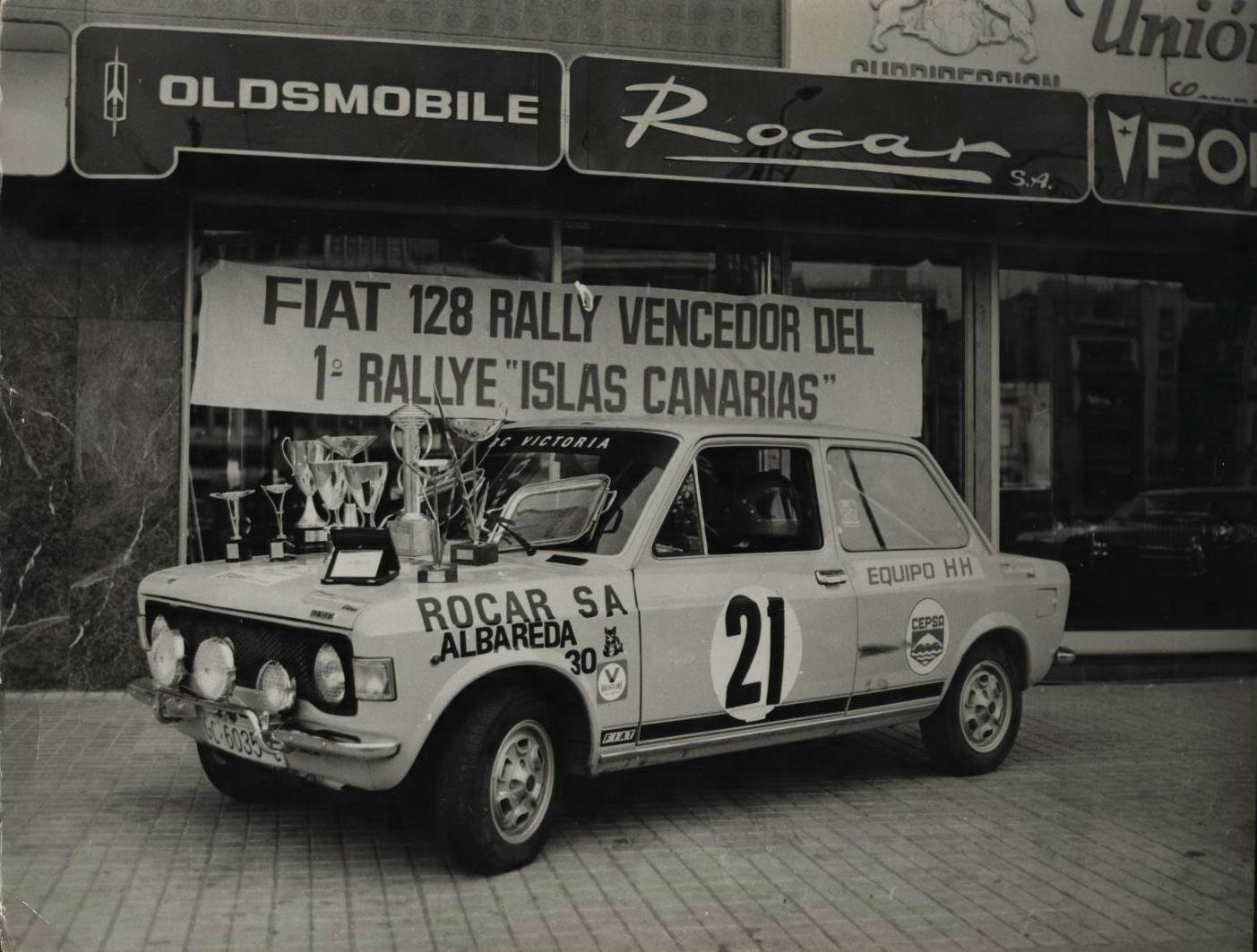
Una Fiat 128 Rally che ha partecipato all'edizione del 1973

## Storia
Il Rally delle Isole Canarie è un evento di rally che si tiene ogni anno sull'isola di Gran Canaria (Spagna) dal 1977 ed organizzato nei suoi primi anni dalla Escudería Drago e successivamente dal team CD Todo Sport. Inizialmente si chiamava Rally El Corte Inglés, nome che derivava dal suo sponsor principale, fino al 2002 quando venne ribattezzato Rally Islas Canarias. La prova è stata valida per il Campionato spagnolo di rally ed è stata valida anche per numerose edizioni del Campionato europeo rally e per l'IRC tra il 2011 e il 2012. Nel 2013 è entrata nuovamente nel calendario del campionato europeo.

## Albo d'oro
| Anno | Denominazione                              | Vincitori                                      | Auto                          | Scuderia                       | Validità            |
| ---- | ------------------------------------------ | ---------------------------------------------- | ----------------------------- | ------------------------------ | ------------------- |
| 1977 | 1° Rally El Corte Inglés                   | Medardo Pérez Juan José Alonso Prieto          | BMW 2002 Alpina               | -                              | -                   |
| 1978 | 2° Rally El Corte Inglés                   | Medardo Pérez Juan José Alonso Prieto          | BMW 2002 Alpina               | -                              | -                   |
| 1979 | 3° Rally El Corte Inglés                   | Marc Etchebers Marie-Christine Etchebers-Rives | Porsche 911 Carrera RS        | A. C. Palmeras                 | Campionato spagnolo |
| 1980 | 4° Rally El Corte Inglés                   | Marc Etchebers Marie-Christine Etchebers-Rives | Porsche 911 SC                | A. C. Palmeras                 | Campionato spagnolo |
| 1981 | 5° Rally El Corte Inglés                   | Beny Fernández José Luis Sala                  | Porsche 911 SC                | -                              | Campionato spagnolo |
| 1892 | 6° Rally El Corte Inglés                   | Genito Ortiz Guillermo Barreras                | Renault 5 Turbo               | FASA Renault                   | ERC                 |
| 1983 | 7° Rally El Corte Inglés                   | Genito Ortiz Ramón Mínguez                     | Renault 5 Turbo               | FASA Renault                   | ERC                 |
| 1984 | 8° Rally El Corte Inglés                   | Terry Kaby Kevin Gormley                       | Nissan 240RS                  | Team Nissan Europe             | ERC                 |
| 1985 | 9° Rally El Corte Inglés                   | Carlos Sainz Antonio Boto                      | Renault 5 Turbo Tour de Corse | -                              | ERC                 |
| 1986 | 10° Rally El Corte Inglés                  | Carlos Sainz Antonio Boto                      | Renault Maxi 5 Turbo          | FASA Renault                   | ERC                 |
| 1987 | 11° Rally El Corte Inglés                  | Carlos Sainz Antonio Boto                      | Ford Sierra RS Cosworth       | Marlboro Rally Team            | ERC                 |
| 1988 | 12° Rally El Corte Inglés                  | Carlos Sainz Luis Moya                         | Ford Sierra RS Cosworth       | -                              | ERC                 |
| 1989 | 13° Rallye El Corte Inglés                 | Carlos Sainz Luis Moya                         | Toyota Celica GT-4 (ST165)    | Toyota Team Europe             | ERC                 |
| 1990 | 14° Rallye El Corte Inglés                 | Josep Bassas Antonio Rodríguez                 | BMW M3 E30                    | Blaupunkt-BMW                  | ERC                 |
| 1991 | 15° Rallye El Corte Inglés                 | Fabrizio Tabaton Maurizio Imerito              | Lancia Delta Integrale 16V    | H.F. Grifone SRL               | ERC                 |
| 1992 | 16° Rallye El Corte Inglés                 | Piero Liatti Luciano Tedeschini                | Lancia Delta Integrale 16V    | A.R.T. Engineering             | ERC                 |
| 1993 | 17° Rallye El Corte Inglés                 | Gustavo Trelles Jorge Del Buono                | Lancia Delta HF Integrale     | -                              | ERC                 |
| 1994 | 18° Rallye El Corte Inglés                 | Luis Monzón Nazer Ghuneim Olivares             | Ford Escort RS Cosworth       | Escudería Telde                | ERC                 |
| 1995 | 19° Rallye El Corte Inglés                 | José María Ponce Gaspar León                   | BMW M3 E30                    | Escudería Aterura              | ERC                 |
| 1996 | 20° Rallye El Corte Inglés                 | José María Ponce Gaspar León                   | Toyota Celica GT-Four (ST205) | Escudería Aterura              | ERC                 |
| 1997 | 21° Rallye El Corte Inglés                 | Jesús Puras Carlos del Barrio                  | Citroën ZX Kit Car            | Citroën Hispania               | ERC                 |
| 1998 | 22° Rallye El Corte Inglés                 | Gilles Panizzi Hervé Panizzi                   | Peugeot 306 Maxi              | Peugeot Sport España           | ERC                 |
| 1999 | 23° Rallye El Corte Inglés                 | Jesús Puras Marc Martí Moreno                  | Citroën Xsara Kit Car         | Citroën Hispania               | ERC                 |
| 2000 | 24° Rallye El Corte Inglés                 | Jesús Puras Marc Martí Moreno                  | Citroën Xsara Kit Car         | Citroën Sport                  | ERC                 |
| 2001 | 25° Rallye El Corte Inglés                 | Salvador Cañellas Jr. Alberto Sanchís          | SEAT Córdoba WRC Evo3         | SEAT Sport                     | ERC                 |
| 2002 | 26° Rally de Canarias - El Corte Inglés    | Jesús Puras Carlos del Barrio                  | Citroën Xsara WRC             | Citroën Sport                  | ERC                 |
| 2003 | 27° Rally de Canarias - El Corte Inglés    | Miguel Campos Carlos Magalhães                 | Peugeot 206 WRC               | Peugeot Total Silver Team SG   | ERC                 |
| 2004 | 28° Rally de Canarias - El Corte Inglés    | Luis Monzón José Carlos Déniz                  | Toyota Corolla WRC            | Canarias Sport Club            | Coppa Ovest-Europea |
| 2005 | 29° Rally de Canarias - El Corte Inglés    | Joan Vinyes Dabad Xavier Lorza                 | Peugeot 206 S1600             | Peugeot Sport España           | Coppa Ovest-Europea |
| 2006 | 30° Rally de Canarias - El Corte Inglés    | Miguel Fuster José Vicente Medina              | Renault Clio S1600            | IMEX Laca Competicion          | Coppa Sud-Europea   |
| 2007 | 31° Rally de Canarias - El Corte Inglés    | Luis Monzón Nazer Ghuneim Olivares             | Peugeot 206 WRC               | Peugeot Sport España           | Coppa Ovest-Europea |
| 2008 | 32° Rally de Canarias - El Corte Inglés    | Sergio Vallejo Diego Vallejo                   | Porsche 997 GT3 Cup 3.6       | Escudería Ourense              | Coppa Sud-Europea   |
| 2009 | 33° Rally Islas Canarias - El Corte Inglés | Sergio Vallejo Diego Vallejo                   | Porsche 997 GT3 Cup 3.6       | Escudería Ourense              | Coppa Sud-Europea   |
| 2010 | 34° Rally Islas Canarias - El Corte Inglés | Jan Kopecký Petr Starý                         | Škoda Fabia S2000             | Škoda Motorsport               | IRC                 |
| 2011 | 35° Rally Islas Canarias - El Corte Inglés | Juho Hänninen Mikko Markkula                   | Škoda Fabia S2000             | Škoda Motorsport               | IRC                 |
| 2012 | 36° Rally Islas Canarias - El Corte Inglés | Jan Kopecký Pavel Dresler                      | Škoda Fabia S2000             | Škoda Motorsport               | IRC                 |
| 2013 | 37° Rally Islas Canarias - El Corte Inglés | Jan Kopecký Pavel Dresler                      | Škoda Fabia S2000             | Škoda Motorsport               | ERC                 |
| 2014 | 38° Rally Islas Canarias - El Corte Inglés | Didier Auriol Denis Giraudet                   | Citroën Xsara WRC             | Canarias Sport Club            | Campionato spagnolo |
| 2015 | 39° Rally Islas Canarias - El Corte Inglés | Miguel Fuster Ignacio Aviñó                    | Porsche 997 GT3 Cup 3.8       | Auto-Laca Competición          | Campionato spagnolo |
| 2016 | 40° Rally Islas Canarias - El Corte Inglés | Cruz Enrique Ariday Bonilla                    | Porsche 997 GT3 Cup 3.8       | Copi Sport                     | ERC                 |
| 2017 | 41° Rally Islas Canarias                   | Alexey Lukyanuk Alexey Arnautov                | Ford Fiesta R5                | Russian Performance Motorsport | ERC                 |
| 2018 | 42° Rally Islas Canarias                   | Alexey Lukyanuk Alexey Arnautov                | Ford Fiesta R5                | Russian Performance Motorsport | ERC                 |
| 2019 | 43° Rally Islas Canarias                   | Pepe López Borja Rozada                        | Citroën C3 R5                 | Citroën Rally Team             | ERC                 |
| 2020 | 44° Rally Islas Canarias                   | Adrien Fourmaux Renaud Jamoul                  | Ford Fiesta Rally2            | M-Sport Ford WRT               | ERC                 |
| 2021 | 45° Rally Islas Canarias                   | Alexey Lukyanuk Alexey Arnautov                | Citroën C3 Rally2             | Saintéloc Junior Team          | ERC                 |
| 2022 | 46° Rally Islas Canarias                   | Nil Solans Marc Martí Moreno                   | Volkswagen Polo GTI R5        | -                              | ERC                 |
| 2023 | 47° Rally Islas Canarias                   | Yoann Bonato Benjamin Boulloud                 | Citroën C3 Rally2             | -                              | ERC                 |
| 2024 | 48° Rally Islas Canarias                   | Yoann Bonato Benjamin Boulloud                 | Citroën C3 Rally2             | -                              | ERC                 |
| 2025 | 49° Rally Islas Canarias - Rally of Spain  | Kalle Rovanperä Jonne Halttunen                | Toyota GR Yaris Rally1        | Toyota Gazoo Racing WRT        | WRC                 |